# Kopuline

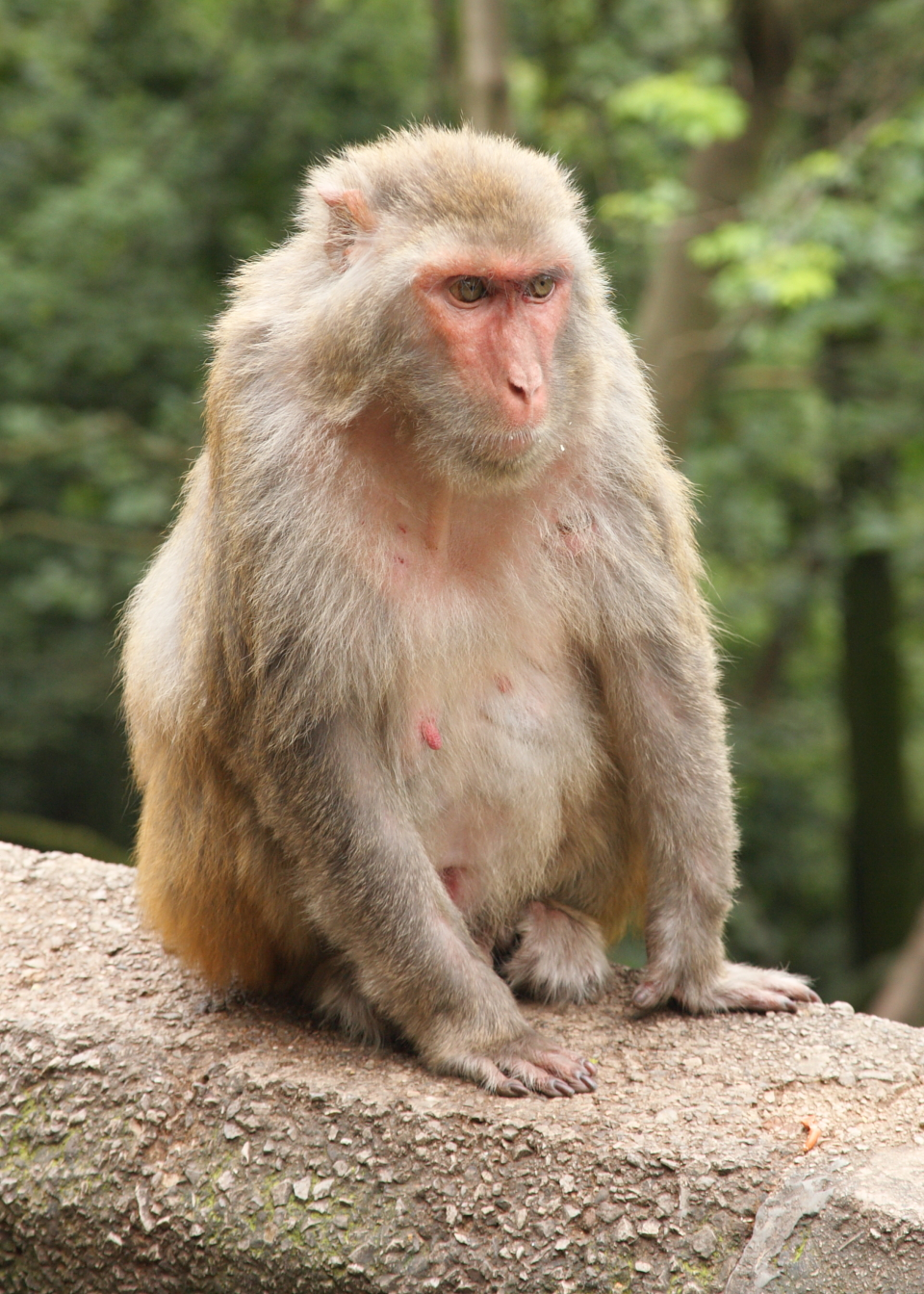
Im Vaginalsekret von Rhesusaffenweibchen wurden Kopuline erstmals beschrieben.

Kopuline (aus lat. copulāre ‚verbinden‘, ‚zusammenfügen‘; siehe auch Kopulation) sind weibliche Sexualgeruchsstoffe. Sie wurden im Jahr 1971 erstmals beschrieben und stellen eine Gruppe von flüchtigen und kurzkettigen Fettsäuren dar, die im Vaginalsekret zyklusabhängig auftreten. Sie wirken auf männliche Primaten vermutlich anziehend und würden dann zu den von Weibchen produzierten Wirbeltierpheromonen zählen.

## Entdeckung und Eigenschaften

Illustration der zyklusabhängigen Kopulinproduktion. Datenpunkte gemittelt aus 27 Zyklen mit Standardfehlern für kopulin-produzierende Frauen; Nachdruck der Abbildung 2 in.

Nach Hinweisen auf Geruchsstoffe, die für sexuelle Attraktivität in Primaten kritisch sind, wurden Kopuline erstmals aus dem Vaginalsekret von Rhesusaffen extrahiert und gehören neben Steroiden (wie Androstanol und Androstenon) und Vomeropherinen zu den wohl am intensivsten studierten Pheromonkandidaten der Primaten. Wichtige Bestandteile sind Essigsäure, Propionsäure, Buttersäure, Isobuttersäure, 2-Methylbuttersäure, Isocapronsäure und Isovaleriansäure, allesamt volatile, aliphatische und kurzkettige Carbonsäuren.
Sowohl die absolute Menge als auch der relative Anteil dieser einzelnen Komponenten hängt vom Hormonspiegel und der Phase des Sexualzyklus bzw. Menstruationszyklus ab (siehe Abbildung). Die höchste Kopulinproduktion wird um den Eisprung erreicht. Der Anteil von Essigsäure verändert sich wenig während des Zyklus, wohingegen der Anteil an Isobuttersäure stark schwankt. Dies könnte ein Hinweis darauf sein, dass Isobuttersäure eine besonders wichtige Rolle zur Kommunikation der Empfängnisbereitschaft zukommt.
Kopuline sind (wie Androstene) keine klassischen Geruchsstoffe. Sie riechen in hoher Konzentration deutlich unangenehm, wirken jedoch in geringerer Konzentration anziehend. Der vaginale Geruch wird nicht durch Kopuline verursacht, sondern entsteht aus der Kombination von mehr als 2000 verschiedenen Stoffen, von denen Kopuline nur einen geringen Anteil ausmachen. Kopuline komplementieren männliche Geruchsstoffe, wie Androstanol und Androstenon, zu einem olfaktorischen Kommunikationsweg höherer Primaten.
Nach Rhesusaffen, für die der Geruchssinn eine wesentliche Rolle beim Paarungsverhalten spielt, wurden Kopuline ebenfalls in Menschen (siehe Abbildung), Bärenmakaken und Schimpansen beschrieben.

## Menschliche Kopuline
Menschliche Vaginalsekrete sind denen anderer Primaten sehr ähnlich. Sie enthalten die gleichen flüchtigen Fettsäuren, jedoch in abweichender Zusammensetzung und mit substantiellen individuellen Unterschieden. Es existieren auch Hinweise, dass orale Kontrazeptiva die Kopulinproduktion mancher Frauen hemmen.
Bei Männern wurden physiologische Veränderungen und Verhaltensunterschiede nach Kopulinexposition beobachtet. Berichtet wurden ein Anstieg der Testosteron- und Cortisolkonzentration im Speichel. Sie schätzen die sexuelle Attraktivität von sich selbst und von Frauengesichtern höher ein als die Kontrollgruppe, und ihr Wille zur Kooperation mit anderen Männern nimmt ab.
Einige Wissenschaftler artikulierten die Frage, warum Kopuline während der Evolution des modernen Menschen überhaupt ihre Wirkung beibehielten. Die Erfindung des aufrechten Gangs und die historisch jüngere Nutzung von Kleidung würde die Nutzung eines semiochemischen Systems für moderne Menschen schwieriger machen als beispielsweise für Rhesusaffen. Für Menschen erfordere es intime Situationen, um die Genitalien einer Frau olfaktorisch wahrnehmen zu können. Sie gehen so weit, darüber zu spekulieren, dass Cunnilingus eine geeignete Sexualpraktik sein könnte, bei der der männliche Partner semiochemisch Informationen sammelt.

## Kritik der menschlichen Kopuline
Moderne Studien, die blind gegen ein Placebo mit großen Kontrollgruppen durchgeführt wurden, beschreiben Schwierigkeiten, die oben beschriebenen Effekte der Kopuline auf Männer zu reproduzieren, und bereits frühe Studien an Rhesusaffen wurden wissenschaftlich kritisiert. Die Originalstudien könnten unter mangelnder kritischer Diskussion, schwacher Statistik und der selektiven Publikation positiver Ergebnisse, einem sog. Bestätigungsfehler, gelitten haben. (vgl. Replikationskrise)
Die Beweislage für Kopuline als Pheromone der Primaten ist bedeutsam dünner als für klassische Pheromone wie Bombykol des Seidenspinners, Tiglinaldehyd in Kaninchen und 4-Ethyloctanal in Ziegen. Wissenschaftler wie Tristram D. Wyatt aus Oxford schreiben, dass es nach wie vor keine robusten Hinweise für die Wirkung menschlicher Pheromone und Kopuline gibt. Frühere Studien seien kritisch zu sehen und würde man ernsthaft nach menschlichen Pheromonen suchen, müssten Menschen wie ein neu entdecktes Säugetier untersucht und Molekülkandidaten konstruktiv identifiziert werden.

## Kulturelle Einflüsse
Schon vor der Erstbeschreibung der Kopuline 1971 wurden Geruchsstoffe mit Vaginalsekret assoziiert und es wegen seiner nachgesagt attraktiven Wirkung genutzt.

“Sexual excitement causes all sorts of exotic odors to emanate from the breath, the skin, and in particular the genitalia. […] Courtesans of medieval Europe used to wear a little of their vaginal secretions as perfume to attract others, dabbing it behind their ears and necks and on their chests.”

„Sexuelle Erregung erzeugt allerlei exotische Gerüche, die vom Atem, der Haut und insbesondere den Genitalien verströmt werden. […] Es war für Kurtisanen im mittelalterlichen Europa üblich, eine kleine Menge ihrer vaginalen Sekrete als Parfum zu tragen, um andere anzuziehen. Sie betupften damit die Haut hinter den Ohren, dem Genick und der Brust.“

Kopuline wurden und werden kommerziell hergestellt. Das erste Patent auf Kopulin-inspirierte Parfums wurde schon ein Jahr nach der Erstbeschreibung durch seinen Entdecker Richard P. Michael angemeldet, und synthetische Geruchsstoffe, die die Attraktivität auf Männer erhöhen sollen, werden unter verschiedenen Namen als Parfums seitdem produziert und vermarktet. Für die Wirkung solcher synthetischer Analoga gibt es nur schwache experimentelle Evidenz.
Einiges Medienecho erreichte der Versuch und anekdotenhafte Erfolg, synthetische Duftmischungen mit natürlichen Vaginalsekreten anzureichern. Die spektakulär verhaltensverändernde Wirkung durch Geruchsstoffe wurde außerdem in der Literatur reflektiert, beispielsweise im Roman Das Parfum.